# Dreslette Sogn

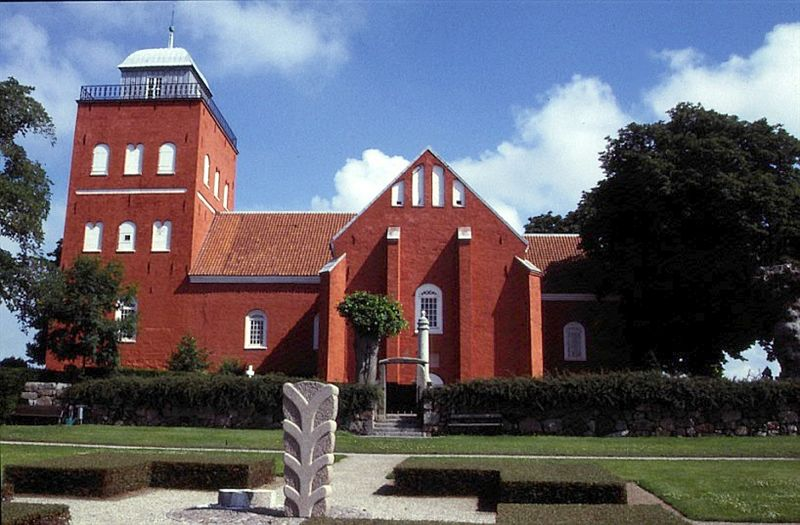
Dreslette Kirke

Dreslette Sogn ist eine Kirchspielsgemeinde (dän.: Sogn)
auf der Insel Fyn (dt.: Fünen)
im südlichen Dänemark. Bis 1970 gehörte sie zur Harde Båg Herred im damaligen Odense Amt, danach zur Haarby Kommune im
Fyns Amt, die im Zuge der  Kommunalreform zum 1. Januar 2007 in der
Assens Kommune in der Region Syddanmark aufgegangen ist.
Im Kirchspiel leben 796 Einwohner (Stand: 1. Januar 2023).
Im Kirchspiel liegt die Kirche „Dreslette Kirke“.
Nachbargemeinden sind im Nordwesten Sønderby Sogn, im Norden Flemløse Sogn und im Osten Hårby Sogn.